# ستيفن راي
ستيفن راي (بالإنجليزية: Stephen Rae)‏ هو ملحن أسترالي، ولد في 8 نوفمبر 1961 في سيدني في أستراليا.

## وصلات خارجية
- ستيفن راي على موقع IMDb (الإنجليزية)
- ستيفن راي على موقع قاعدة بيانات الفيلم (الإنجليزية)